# Bablje ljeto
 Ovo je glavno značenje pojma Bablje ljeto. Za druga značenja pogledajte Bablje ljeto (razdvojba).
Bablje ljeto (Miholjsko ljeto, Martinjsko ljeto) je produženo razdoblje toplog i suhog vremena, koje se javlja nakon kalendarskog početka jeseni. Razdoblje na sjevernoj polutki traje od kraja rujna do sredine studenog, ovisno o zemljopisnoj širini. U našim krajevima najčešće se podrazumijeva razdoblje do oko sredine listopada, a pojava je posljedica izraženog grebena azorske anticiklone. Bablje ljeto je u narodu poznato i kao "Miholjsko ljeto", prema blagdanu sv. Mihovila (29. rujna).

## Porijeklo naziva
Pojam "bablje ljeto" se javlja u većem dijelu Europe, te postoji više teorija porijekla ovog pojma.
Po jednoj od teorija, ime ove pojave izvedeno je od naziva za niti paučine kojom mladi pauci iz porodice Linyphiidae "jedre" u jesen kroz zrak. U većini slavenskih jezika to su "bapske vlasi" (od baba = stara žena, vještica). U narodnom vjerovanju, to je razdoblje kad su se novačile vještice, a ta paučina je njihova kosa.
Također, ova paučina smatrala se i predivom vilenjaka, patuljaka, norni ili djevice Marije. Vjerovalo se da će uskoro biti vjenčanje ako se leteća paučina uplela u kosu mlade djevojke.
Prema "Velikoj sovjetskoj enciklopediji" (ru: Большая советская энциклопедия), to je razdoblje "kad starice na suncu još mogu zagrijati svoje kosti".
U većini europskih jezika pojam je najčešće poznat kao "bablje ljeto", ali se javljaju i drugi oblici, vezani uglavnom za neki jesenski blagdan, kao što su "Miholjsko ljeto" i "Martinjsko ljeto" (prema sv. Martinu, 11. studenoga), te "Cigansko (sirotinjsko) ljeto" (u Bugarskoj) ili "kasno ljeto" (u Nizozemskoj, nl: nazomer). U Sjevernoj Americi se za istu pojavu koristi naziv "Indijansko ljeto".

## Meteorologija
U vrijeme prije meteorologije kao znanosti, narod je pratio vremenske promjene i, zbog lakšeg pamćenja, povezivao ih s blagdanima koji su se redovito slavili. Naš poznati meteorolog Milan Sijerković prikupio je i objavio narodne poslovice povezane s prognozom vremena. Neke od njih su:
- Koliko ima mrazova prije Miholja, toliko ih bude poslije Jurjeva.
- Ako je Sveti Martin suh, bo po zimi rasel kruh.
- Ako na Mateja sunce sja, naskoro lijepa jesen zasja.
- Ako na Miholje sjever vuče, veliku zimu i snijeg dovuče.
- Sveti Matija led razbija; če pa ga ni - ga naredi!

## Vanjske poveznice
- Arhiv The Wayback Machine: arhivirana stranica Bablje ljeto s web stranice Meteo-Info (arhivirano: 6. listopada 2011., pristupljeno: 11. listopada 2017.)